# Young for Eternity
Young for Eternity je debutové studiové album britské skupiny The Subways, vydané v roce 2005. Písně z desky zazněly v mnoha seriálech a reklamách. Album produkoval Ian Broudie.

## Seznam skladeb
Všechny skladby napsal Billy Lunn.
| Pořadí         | Název                                   | Délka |
| -------------- | --------------------------------------- | ----- |
| 1.             | I Want to Hear What You Have Got to Say | 3:24  |
| 2.             | Holiday                                 | 1:52  |
| 3.             | Rock & Roll Queen                       | 2:51  |
| 4.             | Mary                                    | 2:59  |
| 5.             | Young for Eternity                      | 2:08  |
| 6.             | Lines of Light                          | 2:12  |
| 7.             | Oh Yeah                                 | 2:58  |
| 8.             | City Pavement                           | 2:44  |
| 9.             | No Goodbyes                             | 3:31  |
| 10.            | With You                                | 3:02  |
| 11.            | She Sun                                 | 3:21  |
| 12.            | Somewhere                               | 11:23 |
| Celková délka: | Celková délka:                          | 42:25 |